# 교육기본법
대한민국의 교육기본법은 1997년 12월 13일 제정된 교육 및 교육제도에 관한 기본적 사항을 정한 법률이다. 교육법은 1949년 12월 31일 제정된 법으로서, 이는 교육기본법이 제정되면서 폐지되었다. 그러나 편의상 교육기본법을 교육법이라고 줄여서 부르는 경우가 많다.
교육법 내에서의 평등은 절대적 평등을 원칙으로하며 교육법에 해당되는 모든 대상은 균등하게 권리를 보장받을 권리를 가진다.

## 교육목적 및 교육방침
"교육은 홍익인간의 이념 아래 모든 국민으로 하여금 인격을 완성하고, 자주적 생활능력과 공민으로서의 자질을 구유하게 하여, 민주국가 발전에 봉사하며 인류공영의 이상 실현에 기여하게 함을 목적으로 한다"(교육법 제2조)
이상의 교육목적과 교육이념을 각급학교에서 실현하기 위해서 다음과 같이 규정하고 있다.
1. 유치원에 대한 규정－교육목적(제35조)은 유아의 교육과 유아에 알맞은 교육환경제공 및 심신발달의 조장에 있다.
2. 초등학교·공민학교에 대한 규정－교육목적(제83조)은 국민생활에 필요한 기초적인 교육을 규정하였다.
3. 중학교·고등공민학교에 대한 규정－교육목적(제41조)은 초등학교에서 받은 교육의 기초 위에서의 중등교육이다.
4. 고등학교·고등기술학교에 대한 규정－교육목적(제45조)은 고등교육과 전문교육이다.
5. 특수학교에 대한 규정－교육목적(제55조)은 심신장애인에게 실생활에 필요한  지식기술 습득 및 사회적응교육에 있다.
6. 각종학교에 대한 규정－교육부령으로 정한다.
7. 대학에 대한 규정 ― 교육목적은 학술의 심오한 이론·방법의 교수·연구 및 지도적 인격 도야이다.
8. 교육대학과 사범대학에 대한 규정 ― 교육목적은 교육대학은 초등학교 교원을, 사범대학은 중등학교 교원을 양성한다.
9. 전문대학에 대한 규정 ― 교육목적은 사회 각 분야에 관한 전문적인 지식과 이론을 교수·연구하고 재능을 연마하여 국가사회의 발전에 필요한 중견직업인을 양성함에 있다.
10. 방송통신대학과 개방대학 ― 교육목적은 일정한 학교교육을 마쳤거나 중단한 자로서 학술 또는 전문적인 지식·기술의 연구와 연마를 위한 교육을 계속해서 받고자 하는 자에게 대학 또는 전문대학교육의 기회를 부여함으로써 국가와 사회발전에 기여할 인재를 양성함에 있다.
11. 기술대학에 대한 규정 ― 교육목적은 이론과 실무능력을 고루 갖춘 전문인력을 양성함에 있다.

## 같이 보기
- 대한민국의 교육 관계 법규
- 영유아보육법
- 유아교육법
- 초·중등교육법
- 고등교육법
- 평생교육법